# Lithoxus jariensis
Espèce
Lithoxus jariensis est une espèce de poissons de la famille des Loricariidae.

## Répartition
Cette espèce est uniquement connu du Rio Jari et de certains de ses petits affluents, dans l'État de l'Amapá au Brésil.

## Taxinomie
L'espèce est décrite en 2017 par trois ichtyologues de l'université d'État de São Paulo et un du Muséum d'histoire naturelle de Genève. Le Muséum de Zoologie de l'Université de São Paulo conserve l'holotype et des paratypes, d'autres paratypes sont déposés au Laboratoire de Biologie et Génétique des Poissons de l'université brésilienne et au muséum genevois. Une seconde espèce du genre Lithoxus, L. raso, est également décrite par la même occasion et est étroitement apparentée à L. jariensis d'après l'étude du marqueur mitochondrial COI.